# Юдинка (река)
Юдинка (также Большая Юдинка) — река в Большемуртинском районе Красноярского края, правый приток Енисея. Длина реки 55 км, площадь бассейна 240 км².
Исток находится на западном склоне Енисейского кряжа, на высоте около 400 м над уровнем моря, река, часто меняя направление, течёт на запад. Из многочисленных притоков только один имеет название — Малая Юдинка, длиной 18 км, впадающая справа в 4 км от устья.Высота устья — 103 м над уровнем моря.
Юдинка впадает в протоку Енисея, отделённую от основного русла островом Предивинский, в 6 км выше по течению от посёлка Предивинск, на 2288 километре от устья.
По данным государственного водного реестра России относится к Енисейскому бассейновому округу.